# Violetta Beauregarde
« Miss » Violetta Beauregarde est une chanteuse et performeuse italienne. 

## Biographie
Chanteuse d'electronic-punk, blogueuse controversée et « trash », Cristina Gauri, alias Miss Violetta Beauregarde, fut aussi la première suicide girl italienne (modèle érotique pour SuicideGirls), alors sous le pseudonyme d'Aiki.
Son deuxième album, Odi Profanum Vulgus et Arceo, est classé deuxième meilleur album de l'année 2006 selon le chanteur Beck.
Elle a publié L'eterna lotta tra il Male e il Malissimo (traduisible par "L'éternelle lutte entre le Mal et le Mal authentique") aux éditions Unwired Media.
Son pseudonyme « Violetta Beauregarde » provient du roman de Roald Dahl, Charlie et la Chocolaterie.

## Discographie
- Evidentemente non abito a San Francisco CD (Anemic Dracula, 2004)
- Odi Profanum Vulgus et Arceo CD/LP (Temporary Residence Ltd, 2006)
- Destroy Independent Music! (Temporary Residence Limited, 2006-2007)